# Sol, Lua e Talia
Sol, Lua e Tália (Sole, Luna e Talia) é um conto de fadas escrito por Giambattista Basile em sua obra de 1634, Il Pentamerone (Lo cunto de li cunti). Charles Perrault recontou esse conto de fadas em 1697 como A Bela Adormecida.

## Sinopse
Após o nascimento da filha de um grande senhor, Tália, sábios homens e astrólogos traçaram o horóscopo da criança e disseram ao senhor que ela seria ameaçada por uma farpa de linho. Para proteger sua filha, o pai ordena que nenhum linho jamais seja trazido para sua casa. Anos mais tarde, Tália vê uma velha mulher fiando linho em um fuso, ela pergunta à mulher se ela mesma poderia fiar o linho, mas, logo que começa a girar a roca, uma farpa do linho entra sob sua unha e ela cai no chão aparentemente morta. Incapaz de suportar a ideia de enterrar sua filha, o senhor coloca Tália em uma de suas propriedades rurais.
Algum tempo depois, um rei, caçando próximo a floresta, segue o seu falcão para a casa rual do senhor e encontra Tália. Ele tenta acordá-la. Sem sucesso, e tem relações sexuais com ela ainda inconsciente. Depois, ele deixa a menina na cama e retorna a sua própria cidade. Ainda em seu sono profundo, Talia dá à luz a gêmeos (um menino e uma menina). Um dia, a menina não consegue encontrar o seio de sua mãe, começa a chupar o dedo de Talia e acaba tirando fora a farpa de linho. Talia desperta imediatamente. Ela dá os nomes de "Sol" e "Lua"  a seus filhos, e vive com eles na casa.
O rei retorna e encontra Tália acordada - e uma mãe de gêmeos. No entanto, ele já é casado e chama os nomes de Tália, Sol e Lua em seu sono, e sua esposa, a rainha, o ouve. Ela obriga o secretário do rei para lhe dizer tudo e, através de uma mensagem forjada, leva os filhos ilegítimos de Tália ao tribunal. A rainha então, ordena o cozinheiro a matar as crianças e servi-las ao rei. Mas o cozinheiro os esconde e cozinha dois cordeiros em seus lugares. A rainha insulta o rei enquanto ele come.
Em seguida, a rainha leva Tália ao tribunal. Ela ordena que uma enorme fogueira ser acesa no pátio, e que Tália seja jogada nas chamas. Tália pede para antes tirar suas roupas e a rainha concorda. Tália ao si despir, solta gritos de dor a cada peça de roupa. O rei ouve os gritos de Tália. A rainha diz ao rei que Tália seria queimada e que ele tinha, sem saber, havia comido seus próprios filhos. O rei ordena que sua esposa, seu secretário, e o cozinheiro sejam atirados no fogo no lugar de Tália. O cozinheiro explica então, como ele tinha salvado Sol e Lua. O rei e Tália se casam e o cozinheiro é recompensado com o título de camareiro real.

A última linha do conto de fadas - e sua moral - é a seguinte: "Pessoas afortunadas, pro isso é dito, são abençoadas pela fortuna, ainda na cama."